# 机械能
机械能（英語：Mechanical energy）又作力学能，是指宏观物质所表现出的势能Ep与动能Ek的总和，即
{\displaystyle E=E_{\rm {k}}+E_{\rm {p}}}

## 机械能守恒定律
机械能守恒定律（英語：law of conservation of mechanical energy）是动力学中的基本定律，即任何物体系统滚摆如无外力做功，系统内又只有保守力做功时，则系统的机械能（动能与势能之和）保持不变。外力做功为零，表明没有从外界输入机械功；只有保守力做功，即只有动能和势能的转化，而无机械能转化为其他能，符合这两条件的机械能守恒对一切惯性参考系都成立。这个定律的简化说法为：质点（或质点系）在势场中运动时，其动能和势能的和保持不变；或称物体在重力场中运动时动能和势能之和不变。这一说法隐含可以忽略不计产生势力场的物体（如地球）的动能的变化。这只能在一些特殊的惯性参考系如地球参考系中才成立。

### 表达式
机械能守恒定律的数学表达式可以有以下两种形式：
1. {\displaystyle E_{\rm {0}}=E_{\rm {t}}}（或{\displaystyle mgh_{\rm {0}}+{\frac {1}{2}}mv_{\rm {0}}^{2}=mgh_{\rm {t}}+{\frac {1}{2}}mv_{\rm {t}}^{2}}）（这种形式必须先确定重力势能的参考平面）
2. {\displaystyle \Delta E_{\rm {k}}=-\Delta E_{\rm {p}}}